# Centro Histórico de Caxias do Sul
29° 10′ 05,36″ S, 51° 10′ 45,7″ O

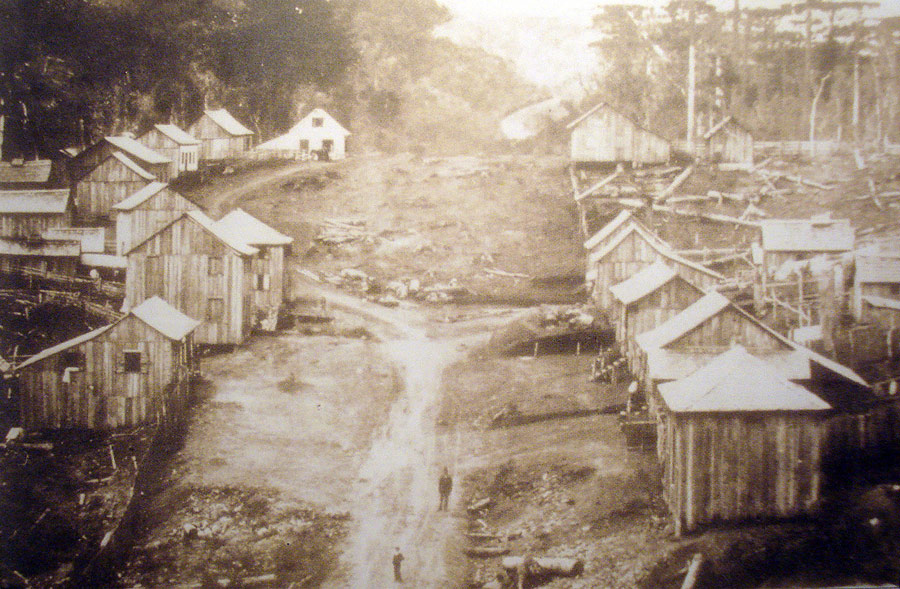
O núcleo urbano primitivo de Caxias do Sul em torno de 1880, mostrando a abertura da Rua Grande e da futura Praça Dante Alighieri.

O Centro Histórico é um Setor Especial da cidade de Caxias do Sul, Brasil, contemplado em seu Plano Diretor e sujeito a legislação específica. Compreende a região que primeiro foi urbanizada, localizada no entorno da praça Dante Alighieri, na definição legal limitada pelas ruas Os 18 do Forte, Bento Gonçalves, Alfredo Chaves e Moreira César. O Centro Histórico foi desde sua origem o núcleo vital da urbe e transformou-se profundamente desde os primeiros tempos, mas ainda preserva seu traçado urbano original e uma série de edificações de grande interesse arquitetônico e histórico. Por outro lado, tem sofrido com os frequentes engarrafamentos de trânsito e com a degradação de alguns trechos.

## História

### Origens

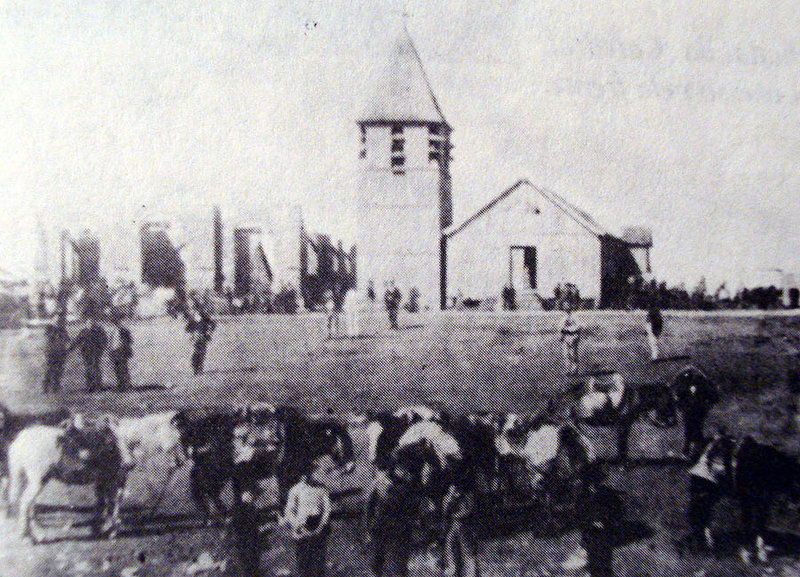
Primeira Matriz de Caxias, em torno de 1890.

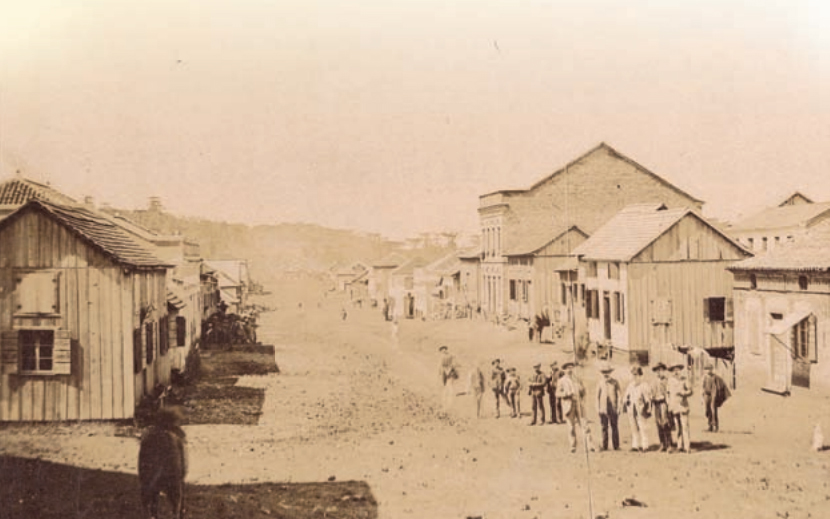
Trecho da Rua Grande em torno de 1880-90.

O atual Centro Histórico de Caxias iniciou sua formação junto com a própria cidade. Concebida como uma colônia, Caxias fez parte de um projeto do Governo Imperial para o povoamento de vazios demográficos, para a formação de uma mão-de-obra não-escrava e para o branqueamento da população brasileira, sendo escolhidos colonos europeus para essa empreitada. A colônia foi fundada em 1875 com uma sede em Nova Milano, ocupando terras devolutas. Para lá iriam grandes levas de estrangeiros, principalmente italianos.
Em 1876 a sede colonial foi transferida para a região do Centro Histórico, organizando-se em torno de um largo, mais tarde batizado de Praça Dante Alighieri, onde foi erguida a Igreja Matriz. A área escolhida era cruzada por antigas rotas indígenas e em certo ponto havia um grande descampado com fontes de água, que foi chamado de Campo dos Bugres pelos exploradores que haviam antes percorrido essa região. Na época da fundação de Caxias o Campo dos Bugres estava sendo usado como pouso de tropeiros que transitavam entre os Campos de Cima da Serra, onde floresciam as vacarias, e São Sebastião do Caí, principal entreposto comercial do centro do estado e ponto de passagem obrigatória para os imigrantes. Na serra a ideia foi criar uma colônia rural, com uma pequena sede administrativa urbana. Pretendia-se que a urbanização principal dessa região ocorresse onde hoje é Flores da Cunha, mas ela acabou se concentrando em torno do centro caxiense, que cresceu rápido estabelecendo-se como um importante entreposto comercial, auxiliando no abastecimento das colônias vizinhas e através de si escoando grande parte da produção regional até São Sebastião, que tinha um porto fluvial e por ele fazia a ligação com os mercados da capital e do centro do estado.
Depois de alguns projetos abandonados, em 10 de janeiro de 1879 a Diretoria da Comissão de Terras e Povoamento aprovou uma planta de Luiz Manoel de Azevedo para o centro urbano, idealizado de acordo com a malha romana, um traçado de ruas retas que se cruzam na perpendicular, configurando um xadrez. Várias casas e negócios a esta altura já haviam sido construídos no centro, criando um núcleo edificado de pouca ordem, mas com a implantação do traçado oficial muitas dessas primeiras construções foram demolidas. Desde logo apareceu como a espinha dorsal do nascente povoado a então chamada Rua Grande, hoje a Avenida Júlio de Castilhos. Em torno de 1884 a retificação dos arruamentos principais havia sido concluída. Neste mesmo ano a colônia foi transformada em distrito de São Sebastião do Caí.

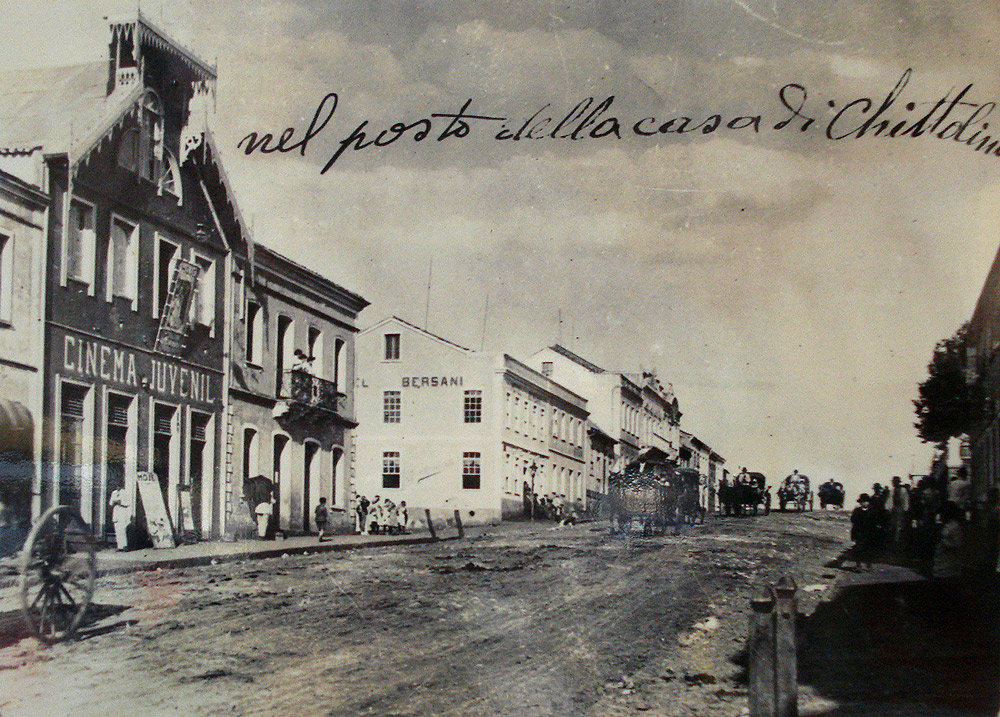
O Cine Juvenil, o primeiro cinema de Caxias, em 1910. Note-se o trabalho de decoração da fachada de madeira.

A mudança administrativa foi impopular. Para pagarem suas taxas e se comunicarem com as autoridades os colonos agora precisavam se deslocar quase 60 km até a sede municipal, perdendo com isso uma semana de trabalho, num tempo de estradas muito precárias. Depois de longas negociações com o governo estadual, e demonstrando ter crescido o bastante para poder se autogovernar, em 1890 o distrito foi emancipado, tornando-se a Vila de Santa Teresa de Caxias, posta sob a direção de uma Junta Governativa. A junta organizou o novo município servindo como um corpo executivo e também legislativo, outorgando as primeiras leis: um Código de Posturas, o Regimento Interno e a Lei Orgânica. Essas leis definiram as regras da administração pública e delimitaram a abrangência dos Poderes, mas no que toca ao Centro Histórico a junta deve ser lembrada por estabelecer as primeiras normas referentes à urbanização e edificação no centro.
Nesta época poucas eram as edificações de alvenaria, quase todas eram casarões de madeira, e mesmo grandes pavilhões industriais eram erguidos em madeira, sendo preferida a araucária, então abundante na região. A pavimentação do centro tardaria muito. Até chegar à intendência o coronel José Pena de Moraes, o centro teria ruas de terra batida com cascalhos, e apenas algumas ruas com passeios calçados nas laterais. O principal foco da atenção oficial nas primeiras décadas foi a organização da Praça Dante e da Rua Grande, iniciando-se obras para o aplainamento e rebaixamento do terreno, processo retardado e complicado pela existência de uma grande pedreira na área.
Essa urbanização desenvolveu-se ao longo de linhas originais, resultado da criação de uma cultura nova na região colonial, que incorporava a herança cultural dos imigrantes e revelava sua adaptação aos recursos e usos específicos da tradição luso-brasileira. Os colonos eram em geral hábeis na edificação em pedra, mas não conheciam as madeiras nacionais, cujas propriedades levaram algumas décadas a conhecer e dominar a pleno, aplicando esses conhecimentos a um estilo vernacular tipificado pela casa unifamiliar de um ou dois pisos, muitas vezes usada como comércio no térreo e residência no segundo piso. Em geral construções espaçosas e confortáveis, embora bastante rústicas, podiam possuir detalhes ornamentais em balcões, lambrequins e caixilharia.

### Consolidação e crescimento

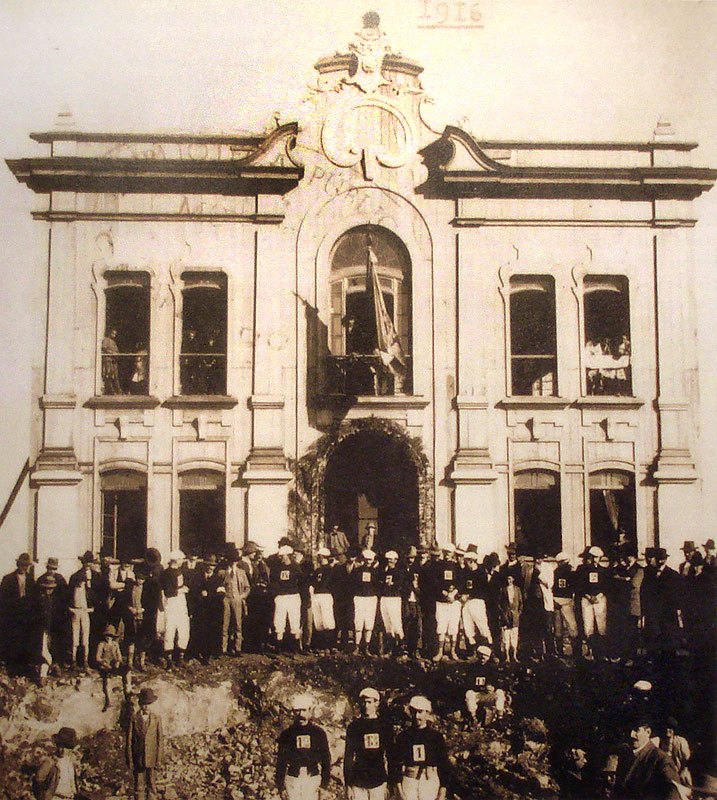
O Clube juvenil em 1909. Esta sede foi demolida.

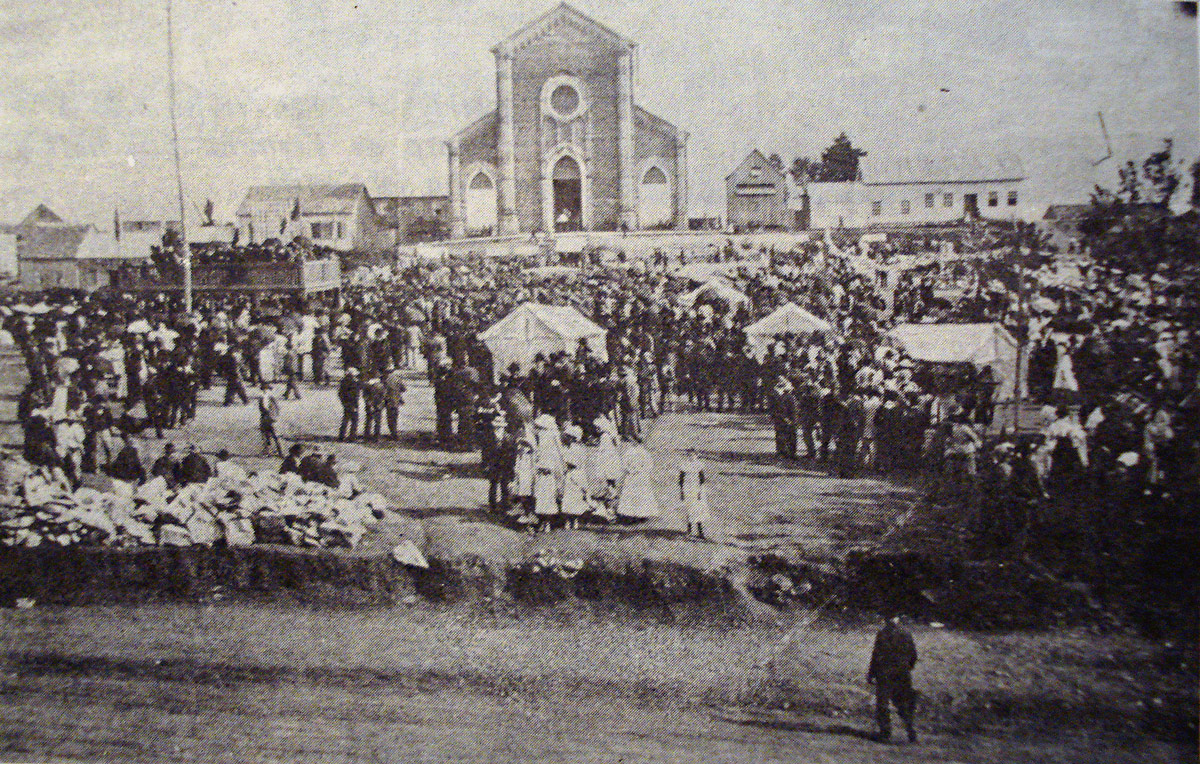
Quermesse de Santa Teresa na Praça Dante Alighieri com a Catedral de Caxias ao fundo, em 1910.

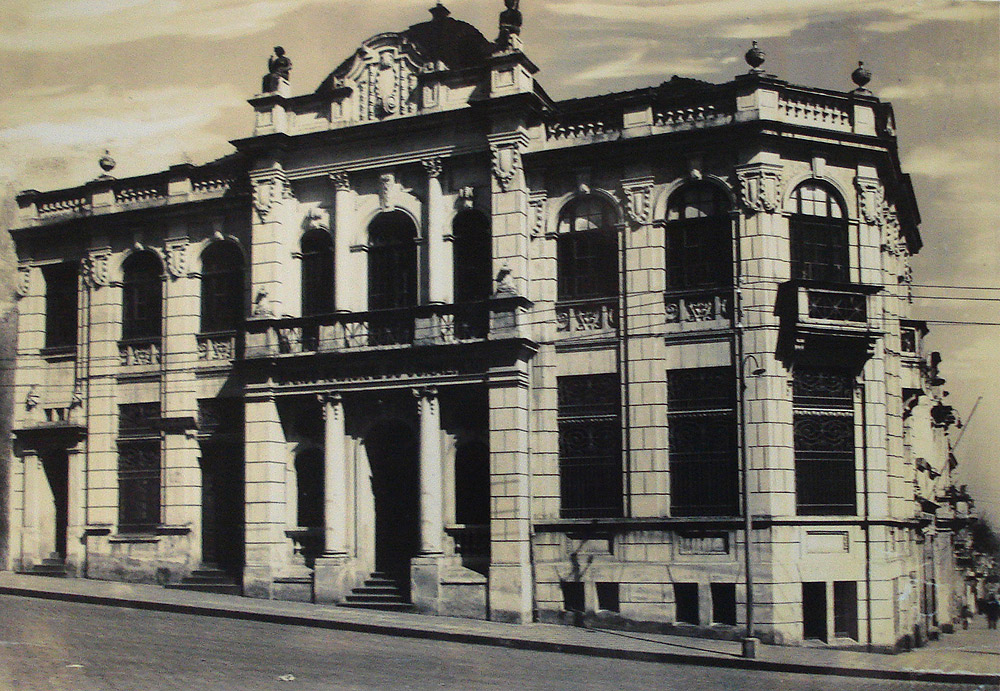
Sede do Banco Nacional do Comércio. Demolida.

Apesar da sua precariedade urbanística, no início do século XX o centro possuía 3 mil residentes, com 426 casas térreas e 76 sobrados, incluindo aqueles com uso comercial. O centro, mais do que uma zona de habitação, se tornava o principal polo econômico, político e religioso da colônia, e em torno da Praça Dante ocorriam os principais eventos e festividades públicas. Em 1900 a antiga Matriz já havia sido substituída por uma imponente edificação nova em alvenaria, e havia uma quantidade de casas comerciais, oficinas, manufaturas e 36 indústrias em atividade. Em poucos anos os edifícios industriais multiplicariam sua presença na região central.
Um salto de crescimento foi dado entre 1909 e 1910 com a consolidação da passagem para os Campos de Cima da Serra através da construção da Ponte do Korff e com a chegada da via férrea à cidade, ligando-a diretamente a Porto Alegre e contornando os intermediários de São Sebastião do Caí. A abertura desses caminhos deu um grande impulso ao desenvolvimento comercial. No mesmo dia da chegada do trem a vila foi elevada à condição de cidade. Caxias nesta época já tinha uma produção agrícola e vinífera expressiva, a indústria se diversificava rápido, e a cidade se capacitava para incrementar ainda mais seu antigo papel de dinâmico entreposto comercial, tornando-se uma das principais economias do estado. Cumpriam-se assim as expectativas dos antigos administradores do estado, que viam na colonização uma salvação para o declínio da cultura do charque, que no século XIX fizera a riqueza gaúcha.
Com o crescimento econômico acelerado, em pouco tempo formou-se uma elite colonial de ricos comerciantes e industriais, que passaram a fomentar uma cultura erudita cosmopolita, mas ainda pesadamente dependente da cultura italiana, e tornaram-se orgulhosos de suas realizações. Nas primeiras décadas do século XX aparecem jornais, teatros, associações literárias, artísticas, políticas, sociais, esportivas e beneficentes, e esse florescer foi acompanhado de uma renovação arquitetônica e urbanística no centro. As ruas começam a ser pavimentadas, a Praça Dante vai ganhando sua forma clássica, e mudanças nas normas de edificação vão coibindo a construção em madeira e incentivando a alvenaria. Uma série de palacetes elegantes passa a pontilhar o centro, e edifícios suntuosos são erguidos para sediar bancos, grandes casas comerciais e os principais clubes e associações. Neste processo, as classes baixas vão sendo empurradas para fora do centro, e logo as indústrias também o seriam, iniciando-se a especulação imobiliária.
Em 1949 o crescimento bastante desordenado da zona urbana impôs a promulgação do primeiro Plano Diretor, estabelecendo novas diretrizes para o saneamento, alinhamentos, afastamentos, estética da construção e outros aspectos. Nesta época o centro começava a sofrer uma verticalização. Em pouco tempo o Plano Diretor ficou obsoleto, obrigando a sucessivas reformulações nas décadas de 1950 a 1970 para se adequar ao intenso inchaço populacional que a cidade experimentava, recebendo grande população da zona rural e de outras partes do Brasil, atraída pela riqueza de Caxias. Mas enquanto o progresso avançava a passos largos, o acervo arquitetônico colonial, art nouveau, eclético e déco do centro começava a ser desmantelado na mesma velocidade.
Na análise de Marchioro & Calcagno, o intervalo entre os anos 40 à atualidade os Planos Diretores promoveram vários avanços, mas apresentaram várias falhas e contradições e revelaram uma falta de planejamento a longo prazo, e sua aplicação tem sido caracteristicamente difícil e controversa, favorecendo o adensamento do Centro e acentuando o despovoamento da zona rural. Esses problemas não impediram o Centro Histórico de permanecer como a zona mais dinâmica da cidade até os dias de hoje. Por outro lado, esse intervalo também evidenciou uma profunda crise urbanística, já que a planta urbana primitiva com suas ruas estreitas foi mantida. Nas últimas décadas o número de veículos circulante exorbitou a capacidade de tráfego dessas ruas, as principais linhas de transporte coletivo na zona urbana passam pelo centro, e os engarrafamentos se tornaram diários. Também têm se verificado em tempos recentes a degradação de alguns logradouros e o aumento nos índices de violência, tráfico de drogas e prostituição, problemas que vem gerando reclamações continuadas da população.

### Preservação

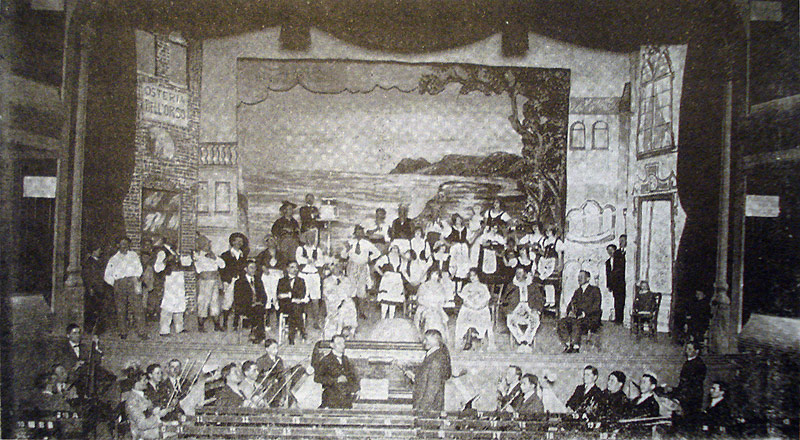
Opereta encenada em 1922 no desaparecido Cine Teatro Ópera.

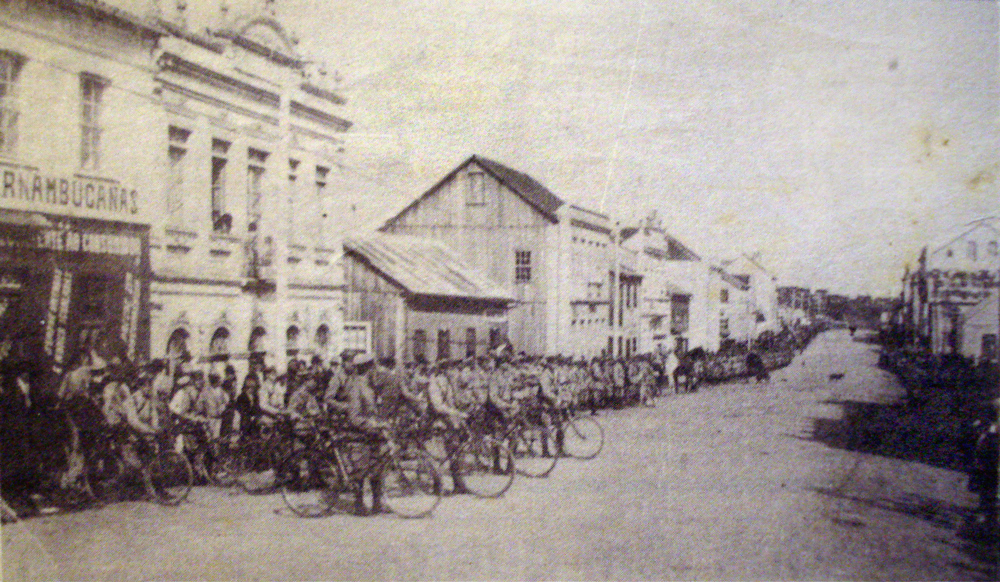
Trecho da avenida Júlio de Castilhos, junto ao Centro Histórico, em 1930.

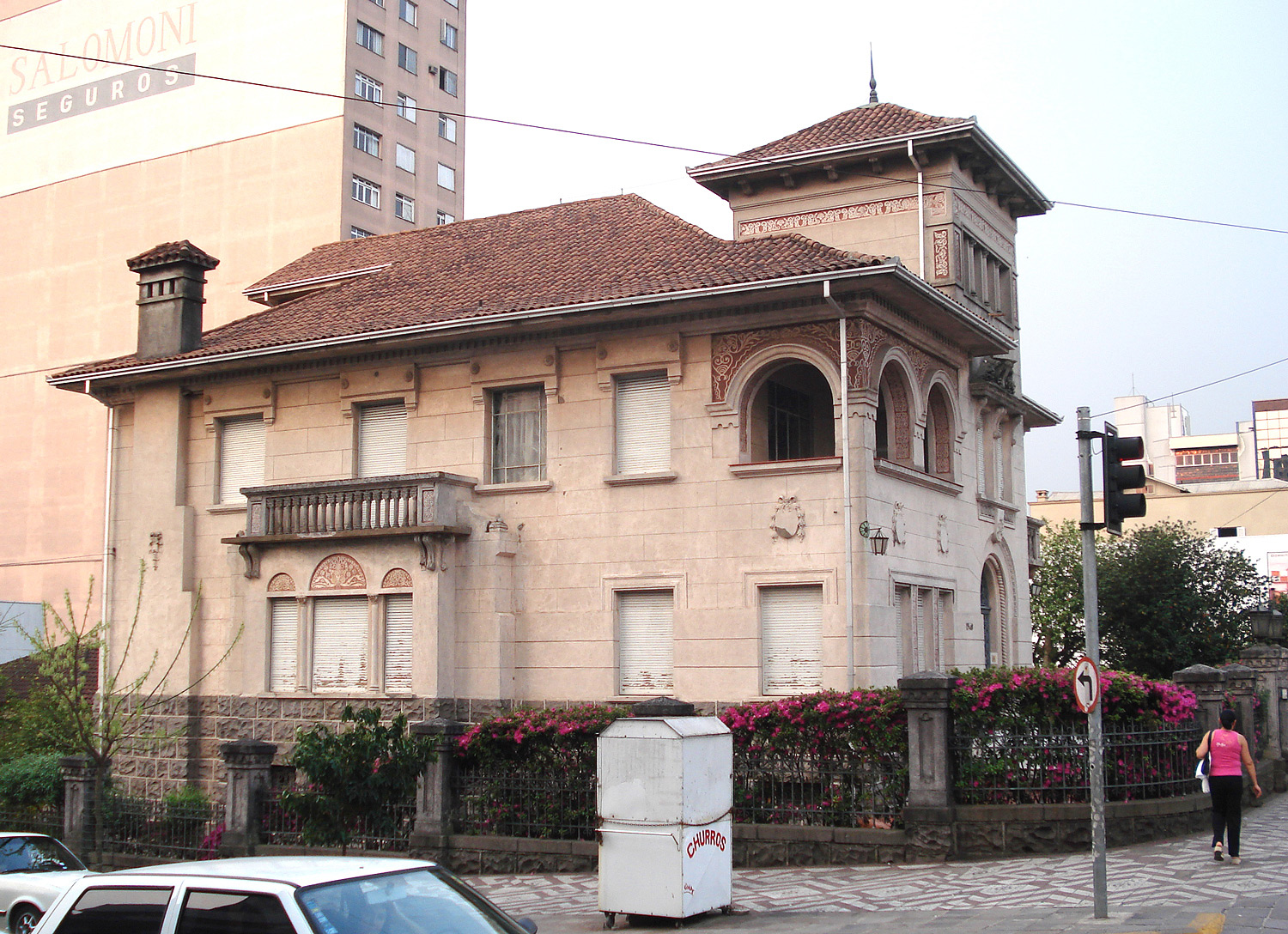
O Palacete Eberle.

A consciência patrimonial é uma evolução recente na cidade. Por muito tempo Caxias do Sul não deu a atenção devida ao seu legado artístico e arquitetônico, com o resultado de se perderem inúmeras edificações antigas de alto valor artístico, social e histórico. Parte deste fenômeno deve-se à maciça repressão da memória ancestral italiana durante a era Vargas, quando o governo federal buscou formar uma nova identidade nacional coesa e unificada, decidindo erradicar todos os estrangeirismos. Neste período, até mesmo falar em italiano se tornava um crime, e de fato se registraram muitos casos de coerção, violência e prisão de imigrantes e seus descendentes que ousassem manifestar seus costumes ancestrais e seu folclore. Como disse Ribeiro, tamanha repressão originou um esforço de auto-censura por parte dos próprios italianos e seus descendentes, desestimulando o cultivo da memória até no recesso do lar e interrompendo a partir de 1938 a celebração da Festa da Uva. Este processo foi dissolvido nos anos 50, quando as instâncias oficiais buscaram uma reconciliação com o passado estrangeiro, e a contribuição tipicamente italiana para a sociedade local passou a ser mais valorizada. Mesmo assim, permaneceu uma funda marca de rejeição de tudo o que significasse passado, que até os dias de hoje ainda não foi inteiramente revertida, e que tem sido uma causa importante da histórica negligência dos caxienses para com o seu patrimônio histórico, provocando ou permitindo uma onda de demolições de edifícios de notável interesse histórico ou qualidade estética, como o Cine Teatro Ópera, o Banco Nacional do Comércio, a primeira sede do Clube Juvenil e o Centro Cultural Tobias Barreto de Menezes, além de antigos casarões de famílias tradicionais.
Neste processo de resgate e revalorização da herança italiana alguns marcos devem ser lembrados. O primeiro foi a reorganização e reabertura do Museu Municipal em 1975, que passou a recolher peças históricas e artísticas dispersas, formando um grande acervo, e dedicando-se à pesquisa, cujos resultados eram publicados em um boletim especial. No ano seguinte foi criado o Arquivo Histórico Municipal, da mesma forma iniciando um trabalho fundamental de resgate de documentação escrita e fotográfica referente à cidade. Pouco mais tarde foi criado um departamento de patrimônio histórico na Secretaria da Cultura, que passou a fazer um levantamento de bens de interesse patrimonial e iniciou os tombamentos, definindo seus critérios técnicos. Outra iniciativa de importância foi a Lei Orgânica de 1999, que determinou que todos os imóveis com mais de 50 anos fossem submetidos a uma análise especializada do Conselho Municipal do Patrimônio Histórico e Cultural no caso de se pretender efetuar reformas ou demolições. Finalmente, no Plano Diretor de 2007 foi definido um Setor Especial no centro da cidade, denominado Centro Histórico, colocando-o sob regulamentação particular devido às suas características diferenciadas, e ratificando as determinações da Lei Orgânica sobre os imóveis de mais de 50 anos.
Mesmo com esse amparo institucional e legal, o Centro Histórico só recentemente vem se tornando uma realidade viva para os caxienses. Uma pesquisa de Rosemary Brum na década de 1990 ainda referia que o Centro Histórico era invisível para os locais, e somente poucas pessoas ainda preservavam memórias sobre ele. Seus traços atuais são o resultado de profundas transformações urbanas ao longo do século XX, restando poucas de suas edificações primitivas. No entanto, hoje o Centro já é objeto de estudos acadêmicos e foi integrado ao roteiro turístico da cidade, havendo passeios programados e outras atividades que buscam recuperar o legado desta região tão carregada de significado e que ainda preserva diversos edifícios importantes. Ao mesmo tempo, foi definida legislação para minimizar o problema da poluição visual nos prédios históricos, que vinham sendo cobertos de placas de anúncio e outras intervenções que desvirtuavam suas características.

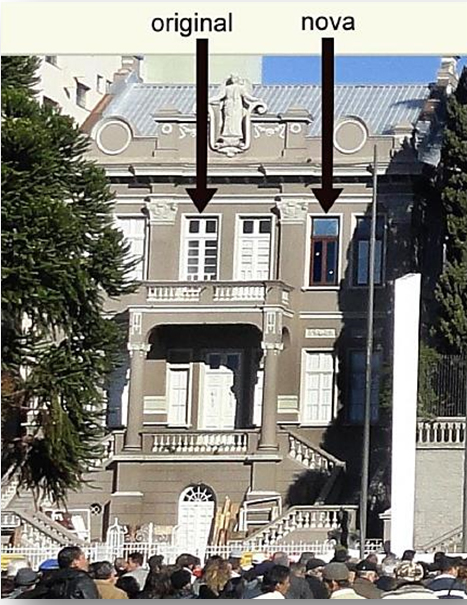
Substituição em andamento da caixilharia original por elementos novos diferentes na Casa Canônica

Outro problema que afeta negativamente as edificações históricas é a forma de composição do Conselho do Patrimônio, órgão que aprova os projetos de reforma ou restauro, e onde, a título de se democratizar as decisões, de hábito apenas uma reduzida minoria dos conselheiros tem formação em história ou patrimônio, perdendo-se com isso o foco na questão da conservação como ciência que é e dando-se espaço majoritário nas discussões para opiniões pessoais ou desinformadas, sendo composto em sua maioria por funcionários públicos de outras áreas, representantes do governo e de comunidades, advogados e diversos representantes do empresariado da construção e da arquitetura. Este problema leva a outro, as práticas ditas de "restauro" divergentes dos padrões consensualmente estabelecidos nas cartas patrimoniais internacionais, das quais o Brasil é signatário, mas que são aprovadas pelo Conselho.
A Lei Municipal nº 7.495, de 19 de outubro de 2012 proíbe "a demolição, a reforma ou a alteração da forma ou fachada dos bens imóveis mencionados nos incisos II e III do art. 1º", que abrange os bens tombados e as edificações, os conjuntos urbanos e sítios de valor histórico, artístico, arqueológico, paleontológico, ecológico, paisagístico e científico localizados no Setor Especial de Interesse Patrimonial, Histórico, Cultural e Paisagístico e no Setor Especial do Centro Histórico. Contudo, em anos recentes diversos projetos de restauro, mesmo de bens tombados de grande importância, têm ignorado a legislação e as práticas consagradas internacionalmente, produzindo intervenções que desfiguram as características originais dos imóveis e põe a perder sua autenticidade, através das chamadas "revitalizações" ou "retrofits", que são na verdade modernizações decorativas ou utilitárias que focam na adequação do imóvel a um novo uso, geralmente comercial, mas pouca atenção prestam ao seu valor simbólico e documental e à preservação da autenticidade do conjunto, valores centrais em todas as cartas internacionais de conservação. Nas palavras do pesquisador Marcelo Caon, "o conceito de revitalização vai no sentido oposto ao da preservação do documento e, ao invés de utilizá-lo como objeto elucidativo das memórias, das práticas sociais e das desventuras da expansão urbana em determinados períodos, ganha uma nova significação que gera uma demanda de serviços, lazer e imputa valores a determinados grupos".
Prédios históricos de grande importância do centro ainda vêm sendo lentamente desfigurados por pequenas intervenções arbitrárias repetitivas, como a Casa Canônica e a Catedral. Outro exemplo típico da abordagem utilitária e mercadológica do bem patrimonial, desconsiderando aspectos documentais essenciais, foi a recente "revitalização" do complexo da Metalúrgica Eberle, originalmente ocupando quase um quarteirão e composto de várias edificações. Apesar do conjunto ter sido anteriormente tombado pelo Conselho, o mesmo Conselho autorizou que os prédios secundários no interior da quadra fossem demolidos para dar lugar a um estacionamento e o interior do prédio principal sofresse significativas alterações, com demolição de elementos e acréscimo de outros, a fim de transformar o complexo em um centro de lazer, gastronomia, cultura, comércio e serviços. Outra intervenção de "revitalização" foi tentada na histórica Praça Dante Alighieri, prevendo a remoção de elementos tradicionais, mas gerou polêmica e acabou barrada na justiça. A reforma também havia sido aprovada pelo Conselho.

## Marcos principais
Hoje só restam poucas edificações erguidas na tradicional técnica da pedra na zona urbana, e nenhuma no Centro Histórico, e dos também tradicionais casarões familiares de madeira, sobrevivem já poucas na cidade, e raríssimas no Centro Histórico. Essas tipologias já foram objeto de numerosos estudos acadêmicos pelo seu valor arquitetônico e urbanístico, como criações por vezes de grande originalidade e beleza, das quais o Centro Histórico de Antônio Prado é o maior monumento nacional.
O que hoje ainda se vê em Antônio Prado era mais ou menos o que se via em Caxias em seus primórdios. No início do século século XX, porém, diferentemente de lá, em Caxias foram erguidos muitos sobrados e palacetes elegantes, dos quais resta por exemplo o Palacete Eberle, e os típicos edifícios mistos de residência e comércio construídos em uma estética Eclética e Art Nouveau, como a Casa Sassi e a Casa Scotti. No período Déco foram construídos prédios empresariais imponentes, como a antiga Metalúrgica Eberle, a antiga Auto Palácio e a segunda sede do Banrisul, que ainda sobrevivem com algumas modificações tardias. Na tipologia sacra, o monumento mais importante da cidade - e o único de seu tipo nos limites do Centro Histórico - sem dúvida é a Catedral, grande exemplo do Neogótico colonial, inspirado no Gótico italiano, austera por fora e decorada internamente com sofisticação e riqueza. O campanário anexo é uma imitação moderna do estilo. Associada a ela está a Casa Canônica, sede do Bispado, um palacete Eclético, que recentemente perdeu suas janelas originais em uma reforma arbitrária, mesmo sendo imóvel protegido. Apesar da permanência de vários exemplares importantes, muitos outros já foram destruídos.
Entre outros marcos arquitetônicos e logradouros notáveis da área estão a Praça Dante Alighieri, o Bazar e Livraria Saldanha, a sede social do Clube Juvenil, a sede social do Recreio da Juventude, o Antigo Banco Francês e Italiano para a América do Sul, o Museu Municipal de Caxias do Sul e o antigo Cinema Central.

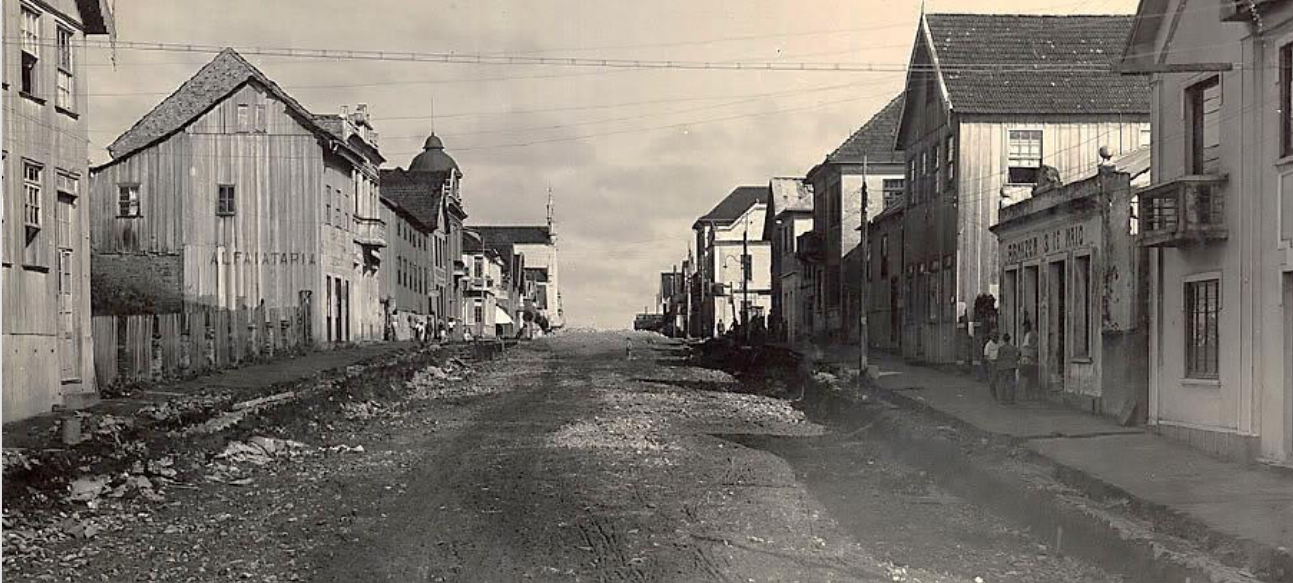
Aspecto da Rua Sinimbu perto da Praça Dante em torno de 1935.

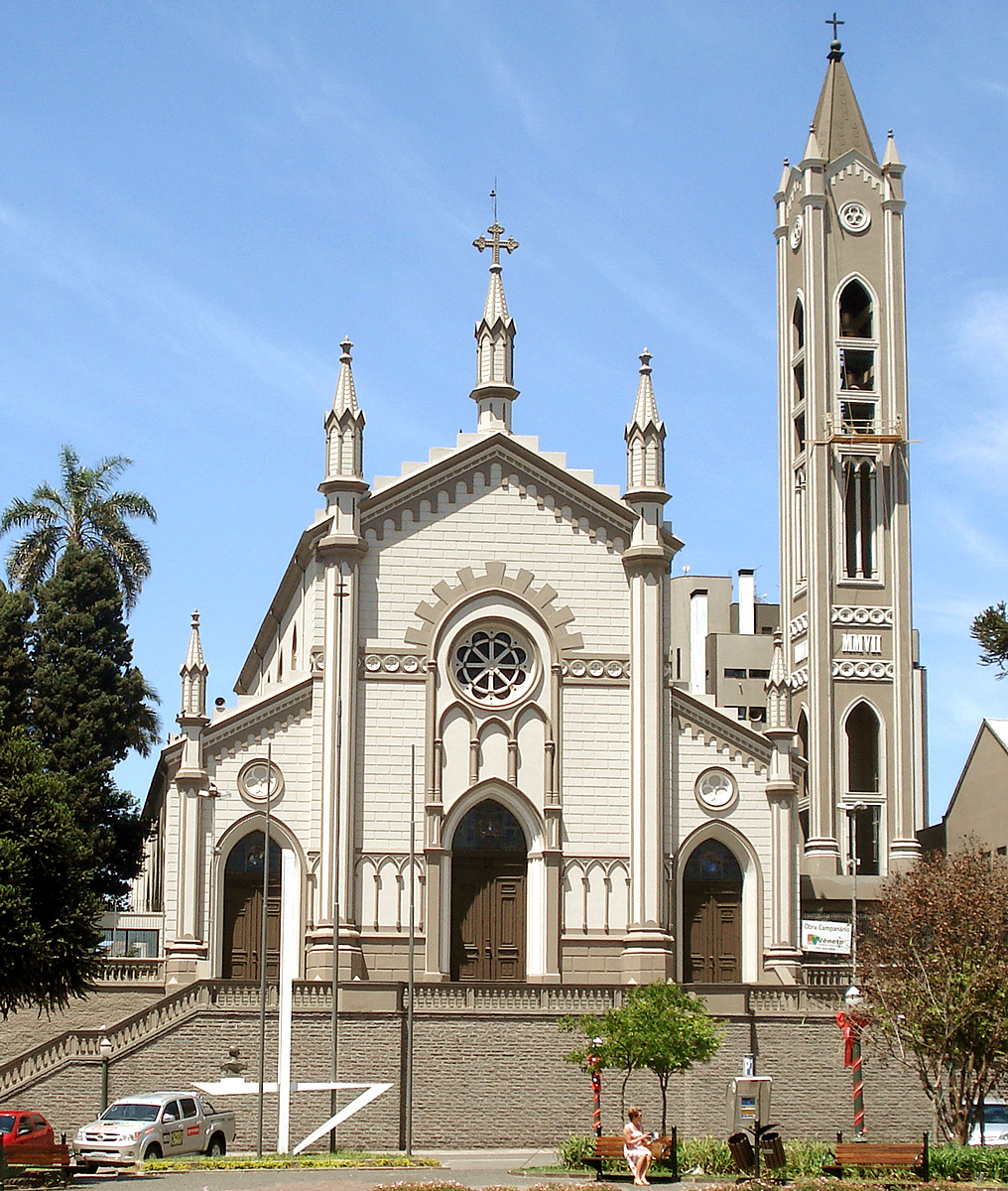
A Catedral
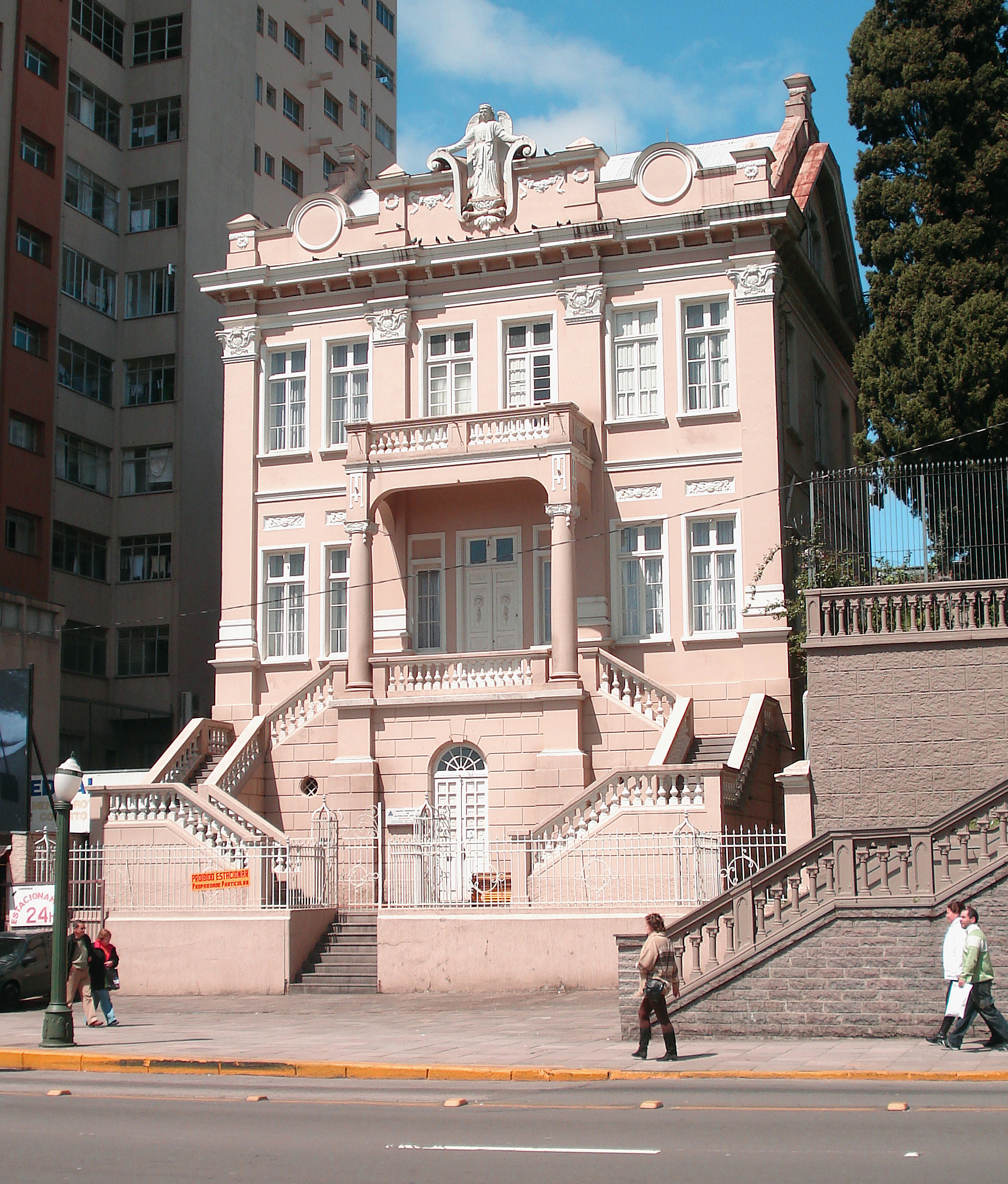
Casa Canônica
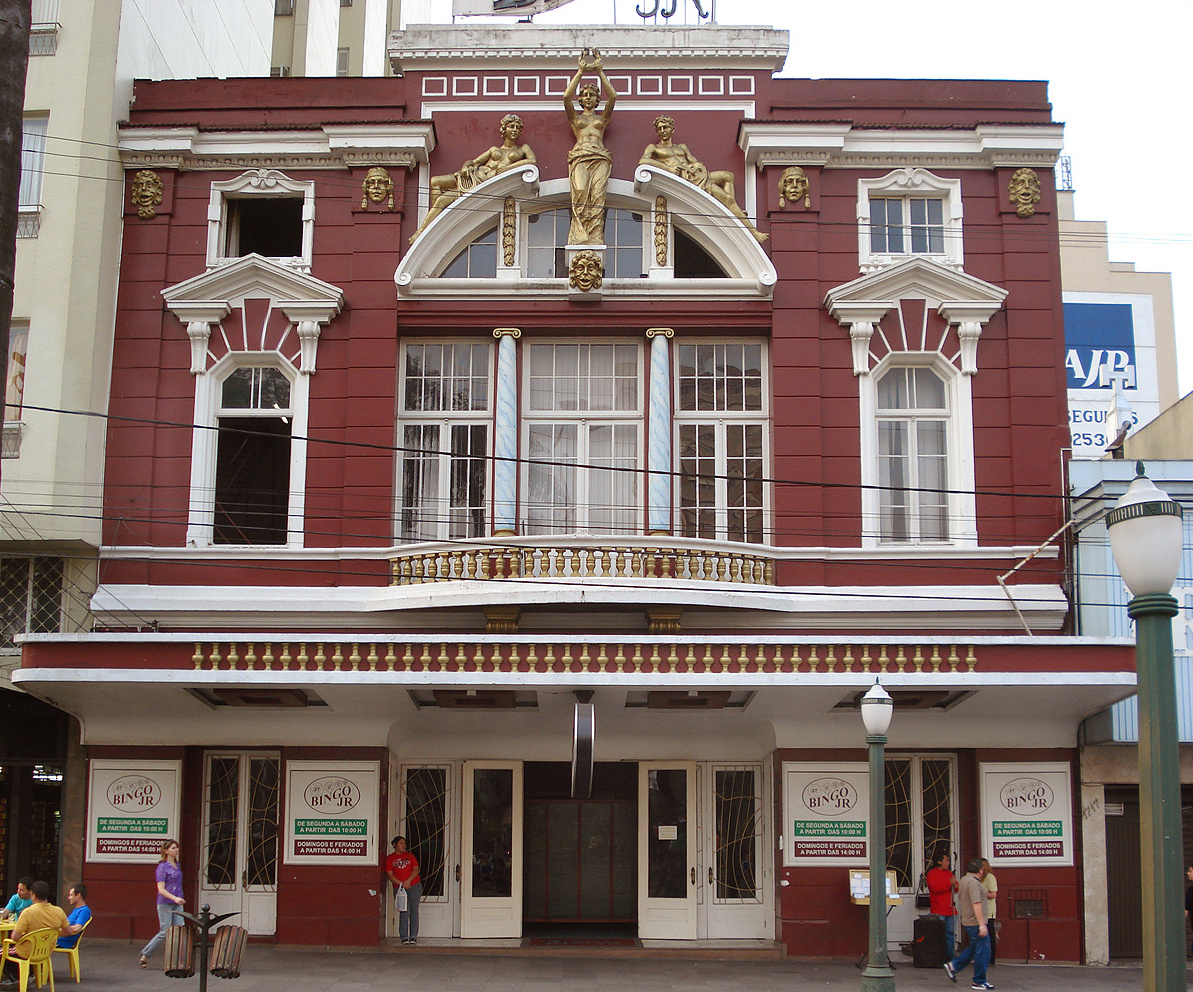
Antigo Cinema Central
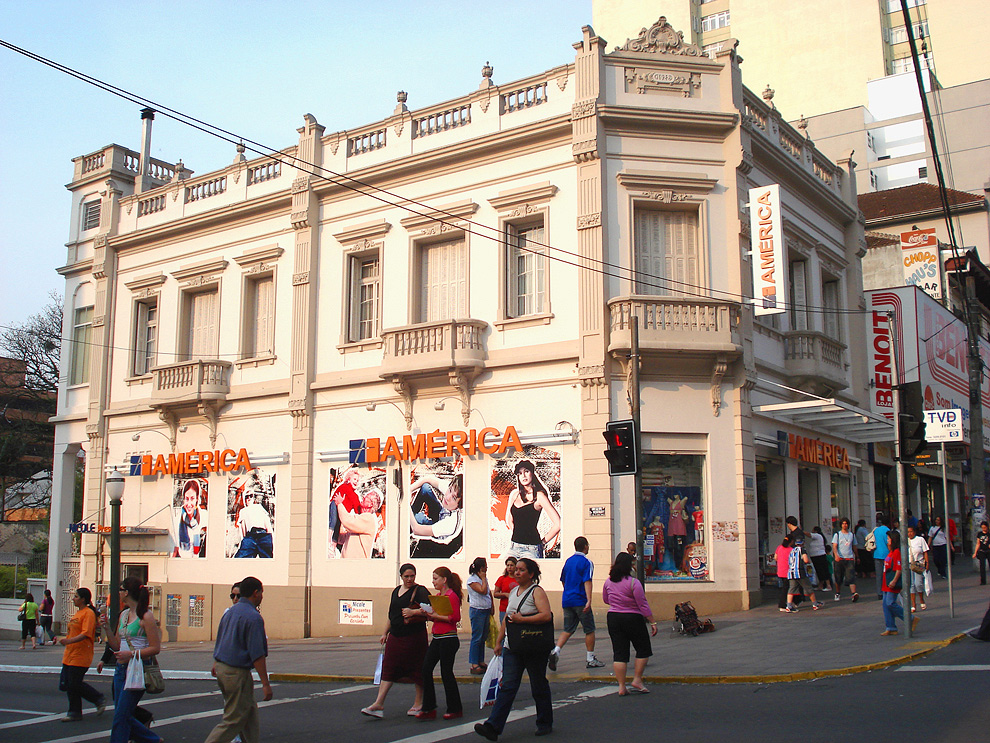
Casa Sassi

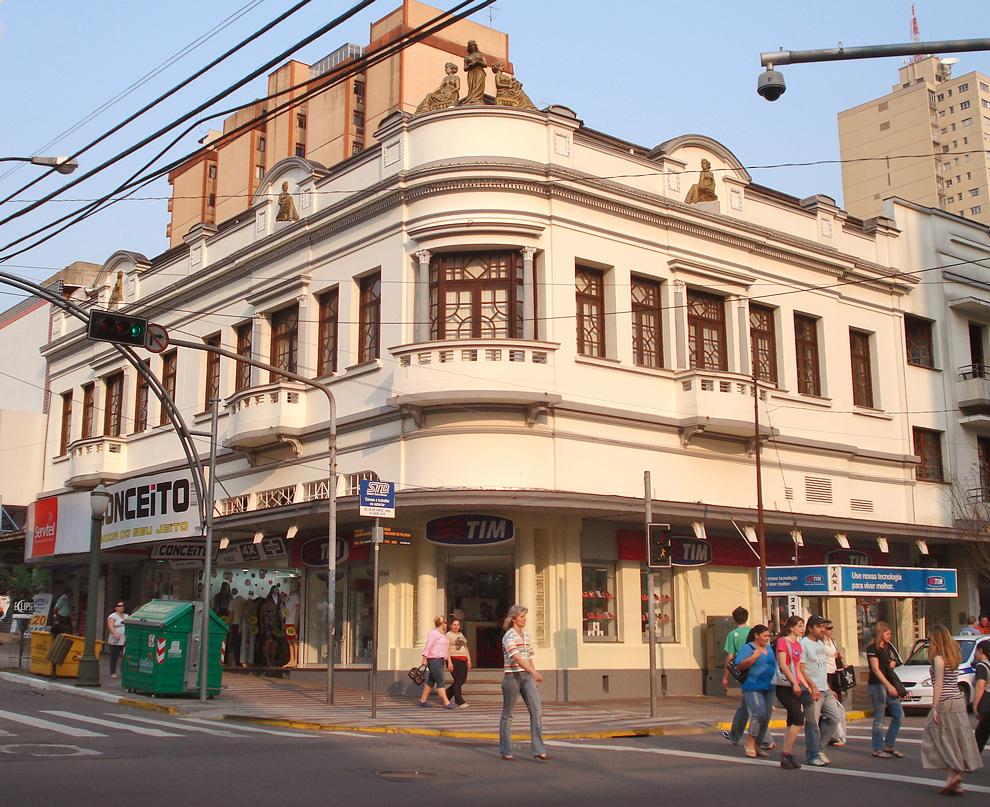
Livraria Saldanha
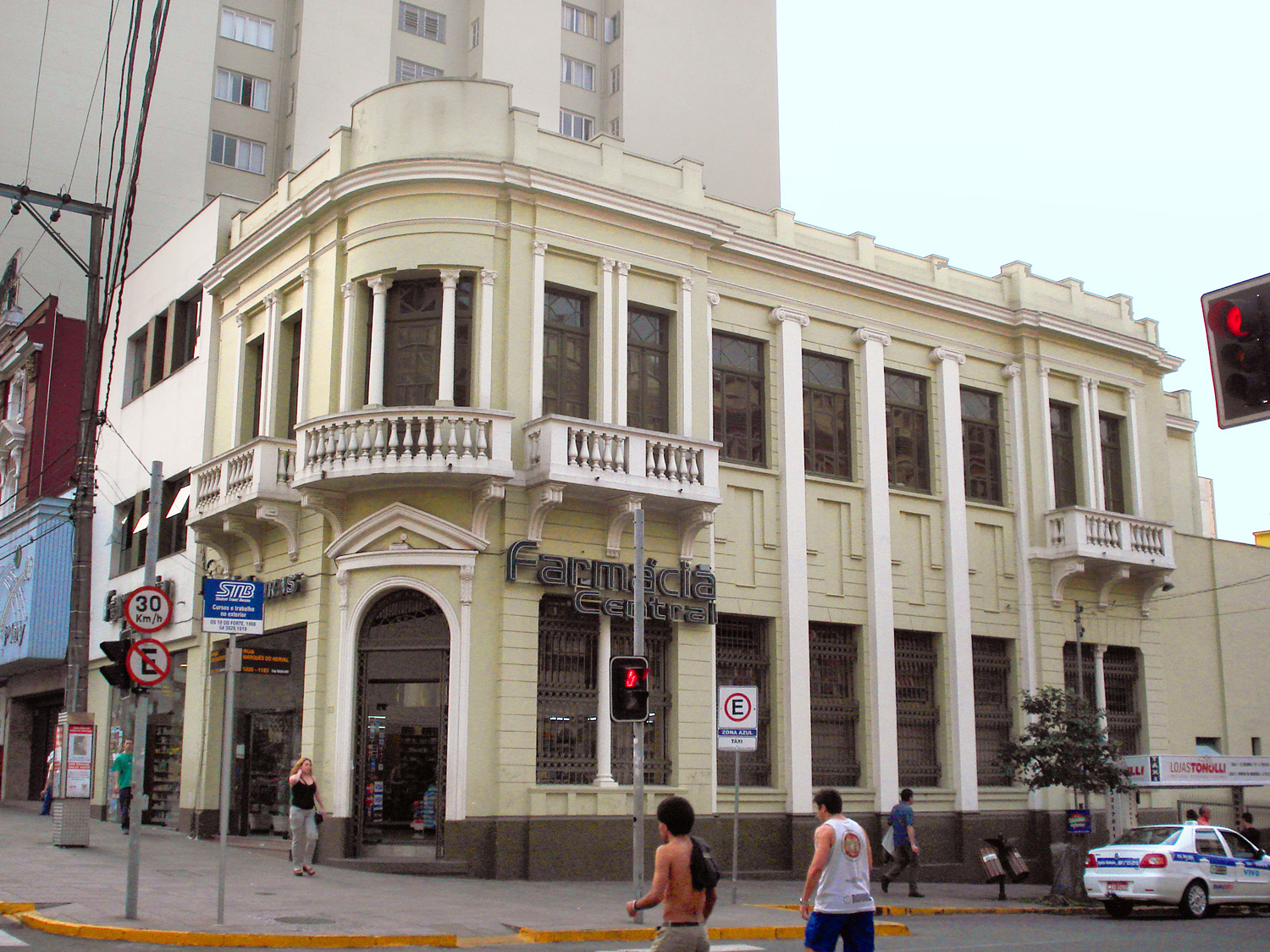
Casa Scotti
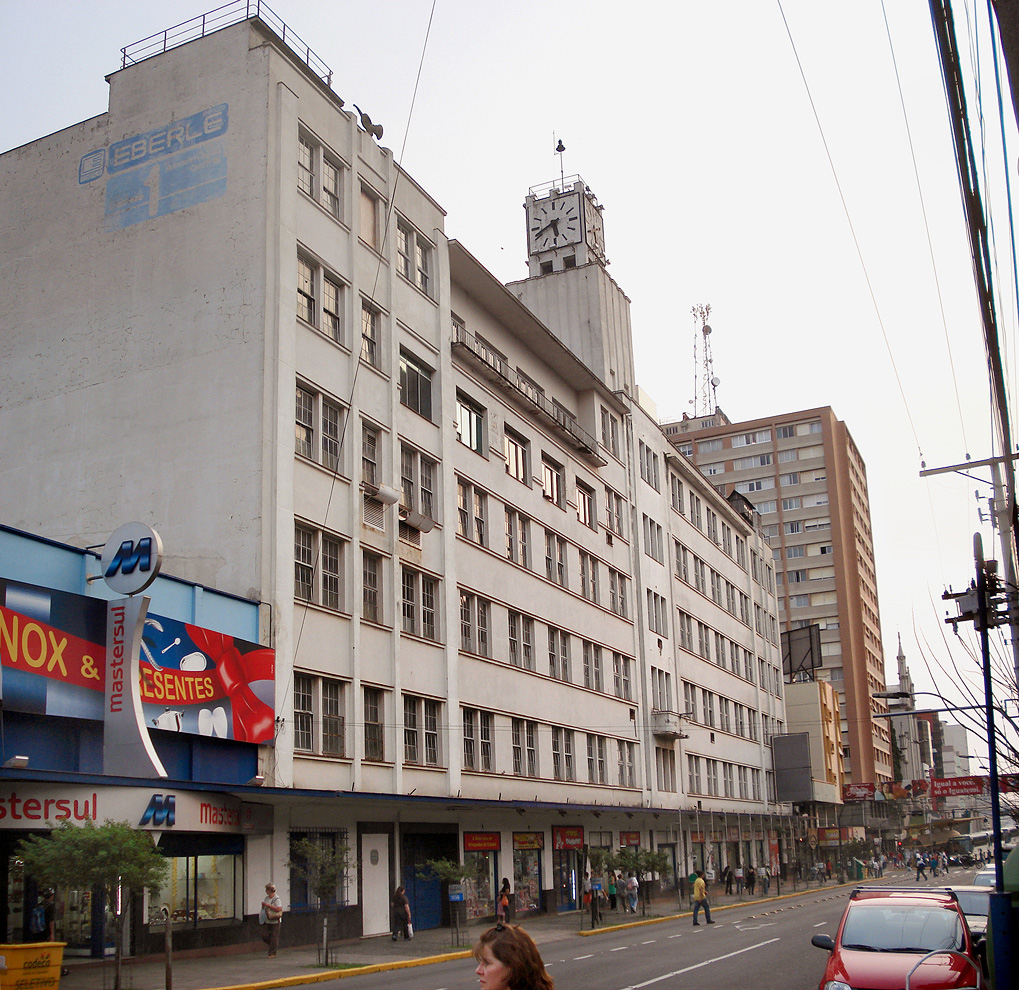
Antiga Metalúrgica Abramo Eberle
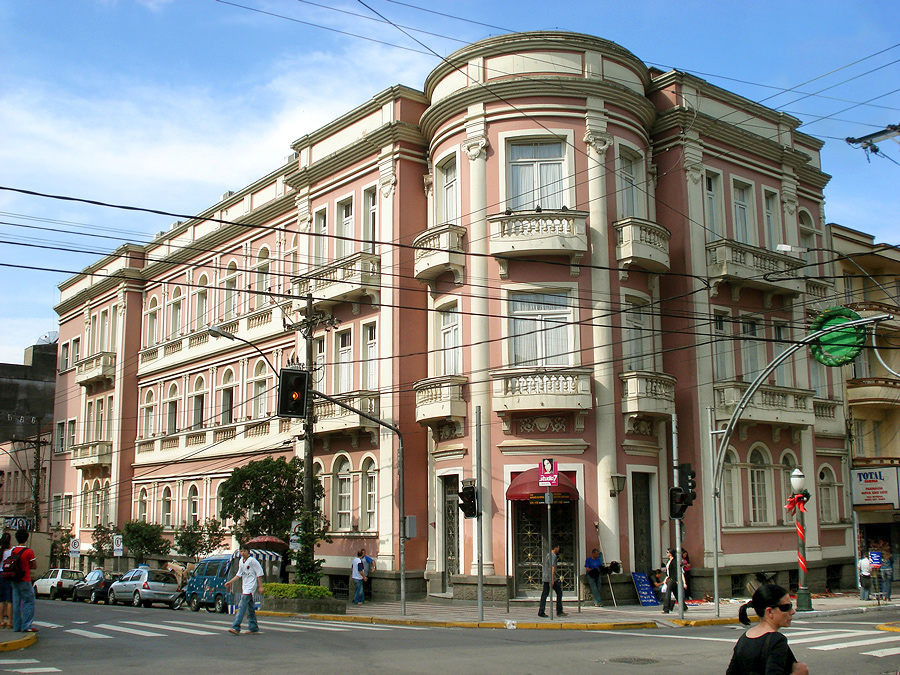
Sede social do Clube Juvenil